# 宇野治
宇野治，原名小林治（1947年9月2日—），生於日本北海道，男性政治、經濟及外交人物。
1975年10月，迎娶宇野宗佑女兒改姓宇野氏。

## 經歷

### 早年發展期
- 1966年3月，畢業於立教高中。
- 1969年1月，就任日本校園網球聯盟理事長，任期1年。
- 1970年3月，畢業於立教大学的經濟學院工商管理科。4月，就職東芝電氣。
- 1987年11月，於東芝電氣辭職；就任岳父宇野宗佑（時任外相）的日本外相秘書官。
- 1989年6月，就任岳父宇野宗佑（時任首相）的日本首相私人秘書。
- 1991年4月，經公民投票當選滋賀縣的議會議員，任期3屆。

### 自我發展期
- 2003年3月，就任自民黨滋賀縣的第3區支部長。11月，參選第43次眾議院議員，於地方選區負於三日月大造；比例議員近畿聯盟復選成功。
- 2005年9月，參選第44次眾議院議員，於地方選區266票再次負於三日月大造，比例議員復選成功。
- 2007年8月，就任日本外相政務官。
- 2008年8月，就任首相府政務官。
- 2009年8月，於公明黨推薦，參選第45次眾議院議員。滋賀縣第3區53%惜敗率落選，并喪失比例議員復選資格。
- 2010年6月，再任滋賀縣的第3區支部長。*2012年3月卸任；武村展英繼任。

## 人物

### 政治主張
- 參與過有關下调消費者信貸最高利率、廢除不良债券的反对派議員聯盟金融服務制度研討會。
- 2005年的郵政選舉，提倡並支持改革。2009年的總選舉展開於對“原教旨主義市場經濟”批判。

### 家庭生活
- 2006年6月，與妻子嘉賓出席統一教會的集體婚禮（天堂和平聯盟祖國家鄉還原日本大會）

## 活动

### 所属委員會
- 外務委員会委員
- 國際恐怖主義防範、日本合作發展活動及伊拉克人道主義復興活動等相關特別委員會會員

### 團體与議員聯盟
- 日本會議國會議員座談會
- 神道政治聯盟國會議員座談會
- 日本緬甸文化經濟交流協會會長
- 日本斯里蘭卡經濟交流協會會長
- 日本中國經濟技術交流協會會長
- 滋賀縣日韓親善協會聯合會會長
- 滋賀縣日華親善協會名譽顧問
- 滋賀縣軟式網球聯盟會長
- 滋賀縣體操協會會長
- 滋賀縣躲避球協會會長
- 滋賀立教會會長

## 外部連結
- （日語）個人簡歷（页面存档备份，存于）日本外務省官方網站